# Il gusto delle cose
Il gusto delle cose (La Passion de Dodin Bouffant) è un film del 2023 scritto e diretto da Trần Anh Hùng e tratto dall'omonimo romanzo di Marcel Rouff.

## Trama
Francia, 1885. Eugénie, cuoca eccezionale, lavora da 20 anni per il famoso gastronomo Dodin Bouffant. Col tempo, dal rapporto professionale e la reciproca ammirazione nasce un sentimento. Tuttavia, Eugénie è insicura se legarsi a Dodin, così quest'ultimo decide di fare qualcosa che non aveva mai fatto prima: cucinare per lei.

## Produzione
Lo chef Pierre Gagnaire, 14 stelle Michelin, è stato consulente gastronomico per i piatti presenti nel film.
Il personaggio di Dodin è ispirato sia al romanzo La Vie et la Passion de Dodin-Bouffant, gourmet (1924) dello scrittore svizzero Marcel Rouff che alla figura del gastronomo francese Jean Anthelme Brillat-Savarin (1755–1826).
Si tratta del primo film in cui l'ex-coppia Binoche-Magimel recita assieme da I figli del secolo (1999).

## Distribuzione
Il film è stato presentato in anteprima il 24 maggio 2023 in concorso al 76º Festival di Cannes. Successivamente, è stato distribuito nelle sale cinematografiche francesi dalla Gaumont a partire dall'8 novembre 2023, in quelle nordamericane dal 9 febbraio 2024 ed in quelle italiane da Lucky Red il 9 maggio seguente.

## Accoglienza

### Incassi
Il film ha incassato globalmente 10461523 $, di cui 706788 € in Italia, con 113937 presenze.

### Critica
Su Rotten Tomatoes il 97% delle 193 recensioni critiche è positivo, con un voto medio di 8.5/10; su Metacritic il voto medio di 43 critici è 85/100.

## Riconoscimenti
- 2023 – Festival di Cannes[12]
  - Prix de la mise en scène a Trần Anh Hùng
  - Candidatura per la Palma d'oro
- 2024 – Premio César[13]
  - Candidatura per la migliore fotografia a Jonathan Ricquebourg
  - Candidatura per la migliore scenografia a Toma Baquéni
  - Candidatura per i migliori costumi a Trần Nữ Yên Khê
- 2024 – Premio Lumière[14]
  - Migliore fotografia a Jonathan Ricquebourg